# Liste des épisodes du Clown

Cette page recense la liste des épisodes de la série télévisée Le Clown. Au départ, ce sont deux téléfilms allemands de 90 minutes, et par la suite, cela devient une série télévisée allemande de 44 épisodes de 45 minutes créée par Hermann Joha et Claude Cueni et diffusée entre le 3 novembre 1996 et le 11 octobre 2001 sur RTL. Elle sera conclue par un film.

## Téléfilms (1996 et 1998)
| N° | #  | Titre                          | Réalisation         | Scénario          | Première diffusion | Diffusion française |
| -- | -- | ------------------------------ | ------------------- | ----------------- | ------------------ | ------------------- |
| 01 | 01 | Vengeance masquée Der Clown    | Hermann Joha        | Claude Cueni (de) | 3 novembre 1996    | 2 juillet 1999      |
| 02 | 02 | Ennemi de toujours Feindschaft | Connie Walther (de) | Matthias Herbert  | 21 avril 1998      | 9 juillet 1999      |

## Première saison (1998)
| N° | #  | Titre                                  | Réalisation    | Scénario                           | Première diffusion | Diffusion française |
| -- | -- | -------------------------------------- | -------------- | ---------------------------------- | ------------------ | ------------------- |
| 01 | 01 | Les Faussaires Dreckiges Geld          | Sigi Rothemund | Michel Birbaek (de)                | 28 avril 1998      | 16 juillet 1999     |
| 02 | 02 | Le Garde du corps Tod Durch Erpressung | Sigi Rothemund | Michel Birbaek                     | 5 mai 1998         | 16 juillet 1999     |
| 03 | 03 | Frères d'armes Waffenbrüder            | Sven Severin   | Christian Zübert Stefan Barth (de) | 12 mai 1998        | 23 juillet 1999     |
| 04 | 04 | L'Arlequin Harlekin                    | Sigi Rothemund | Christian Zübert Stefan Barth      | 19 mai 1998        | 23 juillet 1999     |
| 05 | 05 | Partie d'échecs Die Schatten Rasputins | Sigi Rothemund | Christian Zübert Stefan Barth      | 26 mai 1998        | 30 juillet 1999     |
| 06 | 06 | Le Duel Das Duell                      | Sven Severin   | Michel Birbaek                     | 2 juin 1998        | 30 juillet 1999     |

## Deuxième saison (1998)
| N° | #  | Titre                                               | Réalisation           | Scénario              | Première diffusion                                                            |  |
| -- | -- | --------------------------------------------------- | --------------------- | --------------------- | ----------------------------------------------------------------------------- |  |
| 01 | 01 | La Rançon de la gloire Tödliche Begegnung           | Raoul W. Heimrich     | Stefan Barth          | Allemagne : 8 septembre 1998 sur RTL Television France : 13 août 1999 sur M6  |  |
|    |    |                                                     |                       |                       |                                                                               |  |
| 02 | 02 | Chute libre Freifall                                | Sigi Rothemund        | Stefan Barth          | Allemagne : 15 septembre 1998 sur RTL Television France : 20 août 1999 sur M6 |  |
|    |    |                                                     |                       |                       |                                                                               |  |
| 03 | 03 | Kamikaze Yakusa                                     | Sigi Rothemund        | Xaõ Seffcheque        | Allemagne : 22 septembre 1998 sur RTL Television France : 20 août 1999 sur M6 |  |
|    |    |                                                     |                       |                       |                                                                               |  |
| 04 | 04 | Ma dernière volonté Das Lindenberg Baby             | Raoul W. Heimrich     | Matthias Tiefenbacher | Allemagne : 29 septembre 1998 sur RTL Television France : 13 août 1999 sur M6 |  |
|    |    |                                                     |                       |                       |                                                                               |  |
| 05 | 05 | La Tour en otage - 1re partie In der Zange - Teil 1 | Matthias Tiefenbacher | Nico Chiriatti        | Allemagne : 6 octobre 1998 sur RTL Television France : 6 août 1999 sur M6     |  |
|    |    |                                                     |                       |                       |                                                                               |  |
| 06 | 06 | La Tour en otage - 2e partie In der Zange - Teil 2  | Matthias Tiefenbacher | Nico Chiriatti        | Allemagne : 13 octobre 1998 sur RTL Television France : 6 août 1999 sur M6    |  |
|    |    |                                                     |                       |                       |                                                                               |  |
| 07 | 07 | Machination Absturz                                 | Raoul W. Heimrich     | Stefan Barth          | Allemagne : 20 octobre 1998 sur RTL Television France : 27 août 1999 sur M6   |  |
|    |    |                                                     |                       |                       |                                                                               |  |
| 08 | 08 | Tireuse d'élite Todesengel                          | Raoul W. Heimrich     | Stefan Barth          | Allemagne : 27 octobre 1998 sur RTL Television France : 27 août 1999 sur M6   |  |
|    |    |                                                     |                       |                       |                                                                               |  |

## Troisième saison (1999)
| N° | #  | Titre                                              | Réalisation       | Scénario        | Première diffusion                                                                |
| -- | -- | -------------------------------------------------- | ----------------- | --------------- | --------------------------------------------------------------------------------- |
| 01 | 01 | Le Défi du guerrier Schmutzige Geschäfte           | Raoul W. Heimrich | Stefan Barth    | Allemagne : 9 septembre 1999 sur RTL Television France : 3 septembre 1999 sur M6  |
|    |    |                                                    |                   |                 |                                                                                   |
| 02 | 02 | Dernière mission Feierabend                        | Raoul W. Heimrich | Stefan Barth    | Allemagne : 16 septembre 1999 sur RTL Television France : 3 septembre 1999 sur M6 |
|    |    |                                                    |                   |                 |                                                                                   |
| 03 | 03 | Mission forcée - 1re partie Schöne Ferien - Teil 1 | Sigi Rothemund    | Stefan Barth    | Allemagne : 23 septembre 1999 sur RTL Television France : 7 juillet 2000 sur M6   |
|    |    |                                                    |                   |                 |                                                                                   |
| 04 | 04 | Mission forcée - 2e partie Schöne Ferien - Teil 2  | Sigi Rothemund    | Stefan Barth    | Allemagne : 30 septembre 1999 sur RTL Television France : 7 juillet 2000 sur M6   |
|    |    |                                                    |                   |                 |                                                                                   |
| 05 | 05 | Évasion en plein ciel Mayday                       | Michael Wenning   | Nico Chiriatti  | Allemagne : 7 octobre 1999 sur RTL Television France : 14 juillet 2000 sur M6     |
|    |    |                                                    |                   |                 |                                                                                   |
| 06 | 06 | Le Grand Complot Handyman                          | Michael Wenning   | Ralf Löhnhardt  | Allemagne : 14 octobre 1999 sur RTL Television France : 14 juillet 2000 sur M6    |
|    |    |                                                    |                   |                 |                                                                                   |
| 07 | 07 | Piège à souris Flash                               | Sven Severin      | Ralf Löhnhardt  | Allemagne : 21 octobre 1999 sur RTL Television France : 21 juillet 2000 sur M6    |
|    |    |                                                    |                   |                 |                                                                                   |
| 08 | 08 | Les Voleurs Der Rattenfänger                       | Sven Severin      | Ivo Pala        | Allemagne : 4 novembre 1999 sur RTL Television France : 28 juillet 2000 sur M6    |
|    |    |                                                    |                   |                 |                                                                                   |
| 09 | 09 | Joyeux anniversaire Happy Birthday                 | Sigi Rothemund    | Stefan Barth    | Allemagne : 11 novembre 1999 sur RTL Television France : 28 juillet 2000 sur M6   |
|    |    |                                                    |                   |                 |                                                                                   |
| 10 | 10 | Le Petit génie Das Wunderkind                      | Stephen Manuel    | Enrico Jakob    | Allemagne : 18 novembre 1999 sur RTL Television France : 4 aout 2000 sur M6       |
|    |    |                                                    |                   |                 |                                                                                   |
| 11 | 11 | Invasion Vatertag                                  | Sigi Rothemund    | Ricky Nippozano | Allemagne : 25 novembre 1999 sur RTL Television France : 21 juillet 2000 sur M6   |
|    |    |                                                    |                   |                 |                                                                                   |
| 12 | 12 | Machine infernale Der Hofnarr                      | Sven Severin      | Stefan Barth    | Allemagne : 2 décembre 1999 sur RTL Television France : 4 aout 2000 sur M6        |
|    |    |                                                    |                   |                 |                                                                                   |

## Quatrième saison (2000)
| N° | #  | Titre                                                    | Réalisation     | Scénario         | Première diffusion                                                             |
| -- | -- | -------------------------------------------------------- | --------------- | ---------------- | ------------------------------------------------------------------------------ |
| 01 | 01 | Dans l'antre du lion In der höhle des Löwen              | Stephen Manuel  | Michaela Rudolph | Allemagne : 10 octobre 2000 sur RTL Television France : 13 juillet 2001 sur M6 |
|    |    |                                                          |                 |                  |                                                                                |
| 02 | 02 | Trafic Hetzjagd                                          | Stephen Manuel  | Ivo Pala         | Allemagne : 17 octobre 2000 sur RTL Television France : 20 juillet 2001 sur M6 |
|    |    |                                                          |                 |                  |                                                                                |
| 03 | 03 | Stratagème Knast                                         | Carmen Kurz     | Ricky Nippozano  | Allemagne : 24 octobre 2000 sur RTL Television France : 11 aout 2000 sur M6    |
|    |    |                                                          |                 |                  |                                                                                |
| 04 | 04 | Le Vautour Aasgeier                                      | Michael Kreindl | Stefan Barth     | Allemagne : 31 octobre 2000 sur RTL Television France : 27 juillet 2001 sur M6 |
|    |    |                                                          |                 |                  |                                                                                |
| 05 | 05 | Vacances d'enfer - 1re partie Kölsch Connection - Teil 1 | Sigi Rothemund  | Sigi Rothemund   | Allemagne : 7 novembre 2000 sur RTL Television France : 25 aout 2000 sur M6    |
|    |    |                                                          |                 |                  |                                                                                |
| 06 | 06 | Vacances d'enfer - 2e partie Kölsch Connection - Teil 2  | Sigi Rothemund  | Sigi Rothemund   | Allemagne : 14 novembre 2000 sur RTL Television France : 25 aout 2000 sur M6   |
|    |    |                                                          |                 |                  |                                                                                |

## Cinquième saison (2001)
| N° | #  | Titre                                    | Réalisation       | Scénario        | Première diffusion                                                           |
| -- | -- | ---------------------------------------- | ----------------- | --------------- | ---------------------------------------------------------------------------- |
| 01 | 01 | Traquenard Die Falle                     | Carmen Kurz       | Ricky Nippozano | Allemagne : 10 avril 2001 sur RTL Television France : 11 aout 2000 sur M6    |
|    |    |                                          |                   |                 |                                                                              |
| 02 | 02 | L'Ennemi invisible Der Unsichtbare Feind | Sven Severin      | Manfred Birkel  | Allemagne : 17 avril 2001 sur RTL Television France : 20 juillet 2000 sur M6 |
|    |    |                                          |                   |                 |                                                                              |
| 03 | 03 | 60 minutes 60 Minuten                    | Axel Barth        | Roland Heep     | Allemagne : 8 mai 2001 sur RTL Television France : 13 juillet 2001 sur M6    |
|    |    |                                          |                   |                 |                                                                              |
| 04 | 04 | Opération risquée Vollnarkose            | Michael Schneider | Stefan Barth    | Allemagne : 13 mai 2001 sur RTL Television France : 18 aout 2000 sur M6      |
|    |    |                                          |                   |                 |                                                                              |
| 05 | 05 | Western Rauchende Colts                  | Michael Schneider | Stefan Barth    | Allemagne : 29 mai 2001 sur RTL Television France : 18 aout 2000 sur M6      |
|    |    |                                          |                   |                 |                                                                              |
| 06 | 06 | Petite sœur Schwesterherz                | Axel Barth        | Stefan Barth    | Allemagne : 5 juin 2001 sur RTL Television France : 13 juillet 2001 sur M6   |
|    |    |                                          |                   |                 |                                                                              |

## Sixième saison (2001)
| N° | #  | Titre                               | Réalisation      | Scénario        | Première diffusion                                                            |
| -- | -- | ----------------------------------- | ---------------- | --------------- | ----------------------------------------------------------------------------- |
| 01 | 01 | Racket Schutzgeld                   | Michael Kreindl  | Stefan Barth    | Allemagne : 6 septembre 2001 sur RTL Television France : 3 aout 2001 sur M6   |
|    |    |                                     |                  |                 |                                                                               |
| 02 | 02 | L'Apôtre de la vérité Lautloser Tod | Michael Kreindl  | Jeannette Mohr  | Allemagne : 13 septembre 2001 sur RTL Television France : 3 aout 2001 sur M6  |
|    |    |                                     |                  |                 |                                                                               |
| 03 | 03 | Amnésie Gedächtnisschwund           | Marc Schölermann | Roland Heep     | Allemagne : 20 septembre 2001 sur RTL Television France : 10 aout 2001 sur M6 |
|    |    |                                     |                  |                 |                                                                               |
| 04 | 04 | Pie voleuse Die Elster              | Marc Schölermann | Nina Flint      | Allemagne : 27 septembre 2001 sur RTL Television France : 10 aout 2001 sur M6 |
|    |    |                                     |                  |                 |                                                                               |
| 05 | 05 | Compte à rebours Stirb Langsam      | Sigi Rothemund   | Ricky Nippozano | Allemagne : 4 octobre 2001 sur RTL Television France : 17 aout 2001 sur M6    |
|    |    |                                     |                  |                 |                                                                               |
| 06 | 06 | Bas les masques Unter Verdacht      | Sigi Rothemund   | Ricky Nippozano | Allemagne : 11 octobre 2001 sur RTL Television France : 17 aout 2001 sur M6   |
|    |    |                                     |                  |                 |                                                                               |

## Le film (2005)
| N°           | #  | Titre                                | Réalisation    | Scénario    | Première diffusion                                                       |
| ------------ | -- | ------------------------------------ | -------------- | ----------- | ------------------------------------------------------------------------ |
| 00           | 00 | Le Clown, le film Der Clown - payday | Sebastian Vigg | Timo Berndt | Allemagne : 24 mars 2005 sur RTL Television France : 14 aout 2006 sur M6 |
| Voir article |    |                                      |                |             |                                                                          |